# 엘비테그라비르
엘비테그라비르(Elvitegravir)(EVG)는 HIV감염 치료에 사용되는 인테그레이즈 억제제이다. 2008년 3월 일본 Tobacco사로부터 EVG를 라이센스한 길리어드 사이언스사에서 개발하였다. 이 약물은 스트리빌드(Stribild)로 알려진 고정용량의 일부로 HIV치료를 시작하는 성인 환자에게 사용하도록 2012년 8월 27일 FDA에서 승인이 났다.
2014년 9월 24일에는 엘비테그라비르(Elvitegravir)의 단일정제인 상품명 비텍타(Vitekta)가 FDA승인이 났다. 2015년 11월 5일 FDA는 젠보야(Genvoya)로 알려진 두 번째 고정 용량복합 정제의 일부로 HIV-1에 감염된 환자에게 사용할 수 있는 약물을 승인하였다.
2상임상시험결과에 따르면, 리토비나르(ritonavir)로 촉진된 엘비테그라비르(Elvitegravir)를 매일 1회 복용하는 환자는 리토비나르(ritonavir)-촉진 프로테아제 억제제를 투여 받도록 무작위 배정된 환자에 비해 24주 후 결과 바이러스 부하가 더 많이 감소하였다.

## 의료용으로 사용
미국에서 엘비테그라비르(Elvitegravir)는 복합정제인 스트리빌드(Stribild)와 젠보야(Genvoya), 단일정제인 비텍타(vitekta)에 포함되어 있다.
비텍타(vitekta)는 이전에 항레트로바이러스 요법 경험이 있는 성인의 HIV-1감염 치료에 사용되도록 FDA승인을 받았다. 리토비나르(ritonavir)와 동시에 투여되는 프로테아제 억제제 및 추가 항레트로 바이러스 약물과 함께 사용되어야 한다.

## 부작용
엘비테그라비르(Elvitegravir) 복용중 가장 흔한 부작용은 설사(환자의 7%)와 메스꺼움(환자의 4%)이다. 1%이상의 사람들에게서 발생하는 다른 부작용으로는 두통, 피로, 발진 및 구토가 있다.

## 상호작용 및 금기사항
엘비테그라비르(Elvitegravir)는 간 효소 CYP3A를 통해 대사된다. 이 효소를 유도하는 물질은 체내에서 엘비테그라비르(Elvitegravir)의 농도를 감소시켜 잠재적으로 내성 바이러스 균주의 발생을 유발 할 수 있다. 결과적으로 강력한 CYP3A유도제를 동시에 투여하는 것은 금기이다. 예를 들면, 리팜피신(rifampicin), 항경련제인 카르바마제핀(carbamazepin), 페노바르비탈(phenobarbital), 페니토인(phenytoin), 세인트존스월트(St. John's wort)가 있다.
엘비테그라비어(Elvitegravir)의 2상대사는 UGT1A1과 3 효소에 의해 글루쿠로니데이션이 되며, 강력한 UGT1A억제제인 리토나비르(ritonavir)와 다른 HIV 프로테아제 억제제와 함께 복용되었을 경우 엘비테그라비어(Elvitegravir)의 혈중 농도가 높아진다. (그러나 리토나비르(ritonavir)는 CYP3A를 억제함으로써 엘비테그라비어(Elvitegravir)의 농도를 증가시키기도 한다.)
또한, 엘비테그라비르(Elvitegravir)는 CYP1A2, CYP2C19, CYP2C9, CYP3A, 여러 UGT의 약한 중간유도제다. 그러나 이러한 발견의 임상적 관련성은 아직 명확하지 않다.

## 약리학

### 행동의 매커니즘
엘비테그라비르(Elvitegravir)는 HIV-1과 HIV-2의 인테그레이즈 억제제이다.(단, HIV-2의 인테그레이즈 억제정도는 낮다.) 인테그레이즈 효소는 바이러스가 자신의 유전자 코드를 숙주 DNA에 끼워넣기 위해 필요한 효소이다.

### 약물동태학
이 약물은 경구로 복용한다. 리토나비르(ritonavir)와 함께 식사시 복용하면, 4시간 후에 가장 높은 혈장 농도에 도달한다. 지방이 많은 식사를 하면 생체 이용률은 더 좋아진다. 혈류에서 물질의 98~99%는 혈장 단백질에 결합되어 있다. 주로 1상대사인 CYP3A의 산화에 의해 대사되고, 두번째로는 2상대사를 받아 UGT1A1및 3의 글루쿠로니데이션이 된다. 거의 95%는 대변을 통해 배설되고 나머지는 소변을 통해 배설된다. 리토비나비르(ritonavir)와 결합했을 때 혈장 반감기는 8.7~13.7시간이다.